# 李瓚 (弘治丙辰進士)
李瓚（1460年—1532年），字宗器，號杏岡，錦衣衛籍山東濮州人，治《詩經》，明朝政治人物。

## 生平
順天府鄉試第十八名舉人。弘治九年（1496年）中式丙辰科二甲第二名進士。授刑部主事。升通政司参议。以忤刘瑾，降饶州府通判，正德四年十月升江西按察司佥事。瑾诛，升大理寺少卿。寻以右佥都御史巡抚延绥、保定。十三年（1518年）二月擢通政使，掌鸿胪寺事，十四年六月再以左副都御史经略东西边关。十六年（1521年）十二月差回候缺，补河南巡抚副都御史，未任，嘉靖元年（1522年）正月，升为工部右侍郎兼都察院左佥都御史、总理河南山东直隶河道。三年九月改户部右侍郎、总督仓场。六年三月进户部尚书，仍理仓场事。嘉靖九年（1530年）五月致仕，嘉靖十一年（1532年）正月卒，谕祭营葬，赐太子太保。

## 家族
曾祖李義；祖父李俊；父李賢，義官。母王氏；繼母鄭氏。